# ヤニクルムの丘の戦い
ヤニクルムの丘の戦いは、紀元前476年に発生した共和政ローマと、エトルリア人都市国家であるウェイイとの戦いである。ローマ軍が勝利し、ウェイイ軍はヤニクルムの丘から撤退した。

## 背景
紀元前477年、ウェイイはクレメラ川の戦いでファビウス氏族の軍を壊滅させ、さらに執政官ティトゥス・メネニウス・ラナトゥスが率いるローマ軍にも勝利した。その後ウェイイ軍はティブル川を挟んでローマに向かい合うヤニクルムの丘を占領し、ここを砦とした。さらにここを拠点にローマ農村部の略奪を行っていた。
ローマの城壁の直ぐ近くにウェイイ軍が存在するため、農民は種まきを行うことが出来ず、ローマに食料不足が発生する可能性があった。このため、紀元前476年の執政官アウルス・ウェルギニウス・トリコストゥス・ルティルスとスプリウス・セルウィリウス・ストルクトゥスはウェイイ軍との戦闘によってこの問題を決着することとし、夜間にティベル川を渡河した。

## 戦闘
ルティルスがローマ軍の右翼を、ストルクトゥスは左翼を指揮した。ローマ軍の接近を見たウェイイ軍は、この戦闘で勝利すればローマの覇権を覆せると考え、受けて立つこととした。長時間の激しい戦闘が繰り広げられた。やがてウェイイ軍はヤニクルムの丘の高い部分に設営していた自軍の塹壕に向かって後退を始めたが、これを偽装であった。
ウェイイ軍の後退を見て、ルティルスは深追いせず、休息をとるように命令した。しかし、ストルクトゥスの兵士達は、前面の敵兵を追撃した。ローマ兵が頂上付近に達した時点で、後退していたウェイイ軍は向きを変え、砦からは残留部隊も出撃し、ローマ軍を押し返した。ローマ軍はほぼ瞬時に崩れ、敗走をはじめた。
ストルクトゥスの窮状を知ると、ルティルスは自軍兵士の一部に敗走してくるストルクトゥスの兵を支援させた。また残りの兵にウェイイ軍の背後に回るように命令した。ストルクトゥスの兵も奮起し、双方から攻撃を受けることになったウェイイ軍は敗北した。

## その後
ヤニクルムの砦に残っていたウェイイ兵も、ウェイイからの援軍が期待できないことを悟り、翌日には撤退した。
多数のローマ兵が戦死し、その損害は深刻であった。この勝利にもかかわらず、元老院は執政官に対して凱旋式の実施を認めなかった。

## 参考資料
- ハリカルナッソスのディオニュシオス『ローマ古代誌』